# Windischentheorie
Mit dem Begriff Kärntner Windischentheorie werden die Thesen eines vom Kärntner deutschnationalen Historiker Martin Wutte 1927 verfassten Aufsatzes bezeichnet, der sich unter Anführung geografischer, ökonomischer, anthropologischer, historischer, kultureller, linguistischer und politischer Argumente mit der Bevölkerung im gemischtsprachigen Gebiet Kärntens befasst. 
Kernthesen sind, dass die Kärntner Slowenen den Deutschkärntnern näher stünden als den Krainer Slowenen und dass sie sich in zwei Gruppen (heimatbewusste, deutschfreundliche Slowenen und nationale Slowenen) unterschieden. Der Aufsatz ist keine wissenschaftliche Arbeit, sondern – vor allem in der Schlusszusammenfassung, die mit der Unterscheidung in „nationale“ und „heimattreue“ Slowenen endet und manchmal als sozialdarwinistisch bezeichnet wird – eher eine Art politische Überzeugungsschrift. Der Aufsatz ist eine Reaktion auf einen kurz zuvor erschienenen Artikel in der slowenischen Zeitung Slovenec. 
Die linguistischen Argumente gelten als wissenschaftlich widerlegt. Die Begriffe „windisch“ – bis ins 19. Jahrhundert und teilweise bis heute eine wertneutrale deutsche Bezeichnung für das seitdem üblich gewordene „slowenisch“ oder auch für „slawisch“ im Allgemeinen (vgl. „wendisch“) – bzw. „Windischentheorie“ können bei Kärntnern aller Sprachgruppen Assoziationen auslösen, die zu sehr emotionalen Diskussionen führen. Die Ursache dafür liegt in der Volksabstimmung von 1920 über die staatliche Zugehörigkeit Unterkärntens.
In der Volkszählung 2001 nannten 14.010 Kärntner Slowenisch als Umgangssprache und 556 Windisch.

## Historischer Hintergrund
Der südöstliche Teil Kärntens war und ist zweisprachiges Gebiet (Deutsch und Slowenisch). Um die Jahrhundertwende wurden sowohl von deutschen als auch von slowenischen Nationalisten die Unterschiede zwischen der slowenischen Schriftsprache und den slowenischen Dialekten in Kärnten übertrieben dargestellt.
Nach dem Ersten Weltkrieg wurde in der Volksabstimmung von 1920 über die staatliche Zugehörigkeit des Gebiets zu Österreich oder zum SHS-Staat entschieden. Laut Volkszählung von 1910 verwendete die Mehrheit der Bevölkerung Slowenisch als Umgangssprache, die Abstimmung ging jedoch zu Gunsten Österreichs aus. Diese Entscheidung ist nicht ungewöhnlich: Auch in den meisten anderen damaligen Volksabstimmungen entschieden die Stimmberechtigten mehrheitlich für den Verbleib in ihrem bisherigen Staatsverband und gegen einen Anschluss an einen Staat, der ihre Umgangssprache als Amtssprache verwendete: Im ostpreußischen Masuren (98 % für Deutschland), im westpreußischen Abstimmungsgebiet (92 % für Deutschland) und in Oberschlesien (60 % für Deutschland) ebenso wie im mehrheitlich deutschsprachigen Ödenburger Gebiet, das sich gegen Österreich und für den Verbleib bei Ungarn (65 %) entschied. Lediglich im nördlichen Teil des Schleswiger Abstimmungsgebiets votierte die Bevölkerung mit 75 % für einen Wechsel zu Dänemark.
In Kärnten, wo die Abstimmung relativ knapp ausging (59,04 % für Österreich), musste die Entscheidung zwangsläufig stärker als anderswo zu einer Spaltung der Bevölkerung in Gewinner und Verlierer führen.

## Kernthesen der „Windischentheorie“
Wutte nimmt in seiner Einleitung unmittelbar auf das Ergebnis der Volksabstimmung Bezug und versucht die Kärntner Slowenen durch Zitierung von enttäuschten Pressestimmen aus Slowenien zu vereinnahmen: Während das Land Kärnten ihnen den Beinamen „Heimattreue Slowenen“ verliehen hätte, würden sie slowenische Medien als „traurige, in jeder Hinsicht demoralisierte Renegatenfiguren“ bezeichnen. Damit bereitet er eine Argumentationskette vor, die die Kärntner Slowenen offenbar überzeugen soll, dass sie sich richtig entschieden haben. In einer eher länglichen Betrachtung des Nationsbegriffs zitiert er u. a. Otto Bauer, Ignaz Seipel, Karl Renner, Tomáš Garrigue Masaryk sowie mehrere südslawische Politiker, um daraus eine Definition der völkischen Zugehörigkeit nach folgenden Kategorien abzuleiten:
- Gemeinsames Wohngebiet
- Lebens- und Wirtschaftsgemeinschaft
- Abstammung
- Gemeinsamkeit der geschichtlichen Erlebnisse
- Kulturgemeinschaft
- Sprache
- Nationalgefühl, Nationalbewusstsein und nationales Bekenntnis.

Daraus leitet Wutte folgende Thesen ab:

### Gemeinsames Wohngebiet
Ähnlich wie die Schweizer trotz unterschiedlicher Sprachen ein Volk bilden, so seien auch Deutsche und Slowenen in Kärnten zu einem Volk, dem „Volk der Kärntner“ zusammengewachsen. Die Trennung von Krain durch das Karawankengebirge ließen slowenische wie auch deutsche Kärntner ihre Zukunft nur in Kärnten sehen.

### Lebens- und Wirtschaftsgemeinschaft
Das zweisprachige Gebiet in Kärnten sei wirtschaftlich auf den Kärntner Zentralraum ausgerichtet. Aus der Sicht des slowenischen Zentralraumes sei es nur eine Peripherie ohne Nähe zu einem wirtschaftlichen Zentrum.

### Abstammung
Seit dem frühen Mittelalter würden sich die deutschen und slowenischen Kärntner mischen. Sie stünden daher abstammungsmäßig einander näher als den jeweiligen Angehörigen der gleichen Sprachgruppe jenseits der Kärntner Grenzen. Mit genetischen (Mischehen), anthropologischen und onomastischen Argumenten versucht Wutte seine These zu untermauern, die Kärntner Slowenen seien ein „Mischvolk“.

### Gemeinsamkeit der geschichtlichen Erlebnisse
Deutsche und slowenische Kärntner hätten im Lauf der Geschichte gemeinsam gegen Türken, Ungarn, Franzosen und Italiener gekämpft, und sie hätten gemeinsam von den Reformen Maria Theresias und Josefs II. profitiert. Durch gemeinsames Erleben seien sie zu einer Schicksalsgemeinschaft geworden.

### Kulturgemeinschaft
Durch die lange politische Zugehörigkeit zum „deutschen Norden“ stünden die Kärntner Slowenen den Deutschen kulturell sehr nahe. Dies versucht Wutte beispielhaft u. a. durch Brauchtum, Sagen, Versmaß der Lieder etc. zu belegen.

### Sprache
Die Sprache der Kärntner Slowenen würde sich von der künstlich geschaffenen slowenischen Schriftsprache so sehr unterscheiden, dass eine Verständigung nur schwer möglich sei. Für diese Behauptung führt Wutte auch angebliche Aussagen von slowenischen Persönlichkeiten an. 

### Nationalgefühl, Nationalbewusstsein und nationales Bekenntnis.
Kärntner Slowenen hätten sich in der Vergangenheit (z. B. 1848) massiv gegen einen Anschluss ihres Gebietes an eine geplante Verwaltungseinheit „Slowenien“ innerhalb Österreich-Ungarns gewehrt. Sie wären im Kärntner Abwehrkampf Seite an Seite mit den Deutschkärntnern gestanden und sie haben sich in der Volksabstimmung für Österreich entschieden.

### Schlussfolgerung
Im letzten Kapitel des Aufsatzes zieht Wutte Schlussfolgerungen, die zum Teil in Widerspruch zu seiner bisherigen Argumentationskette stehen. Er zitiert ein slowenisches Medium (Zeitung „Slovenec“ vom 26. April 1927), in dem – offenbar aus Enttäuschung über den ungünstigen Ausgang der Volksabstimmung – die Kärntner in drei Gruppen geteilt werden: Die Mehrheit, die Minderheit, und ein drittes Element, die „Nemčurji“, die „wirtschaftlich und nach der Gesinnung nach Norden orientiert, kulturell und dem Fühlen nach aber slowenisch sei“. Wutte übernimmt diese Gliederung, interpretiert sie aber im Sinne der „Gewinner“ der Volksabstimmung um: Die „heimattreuen“ oder „deutschfreundlichen“ Slowenen seien in ihrem Wesen gar keine Slowenen, sondern eine im Gegensatz zu den „nationalen Slowenen“ stehende „Mittelschicht“. Somit könnten die slowenischsprachigen Kärntner in zwei Gruppen geteilt werden:
- die „nationalen“ Slowenen, die durch das Abstimmungsergebnis in einen Staat mit fremder Bevölkerung gepresst wurden und ihr Heil in der Pflege der slowenischen Kultur suchen, deren Zentrum sich außerhalb der neuen Staatsgrenzen befindet,
- die andere Gruppe, die in der Volksabstimmung für Österreich gestimmt hat, ihr Gedeihen nur in Verbindung mit der deutschen Kultur sieht und mit der slowenischen Minderheit nichts zu tun hat.

Der Aufsatz enthält keine Zitate und scheint auch nicht den Anspruch zu erheben, eine wissenschaftliche Arbeit darzustellen. Es wird vom Autor allerdings mehrmals behauptet, dass die vorgebrachten Argumente wissenschaftlicher Forschung entstammten.

## Wissenschaftliche Bewertung der „Windischentheorie“
Mehrere wissenschaftliche Arbeiten (Priestley, Hunter, siehe Literaturverzeichnis) kommen zum Schluss, dass die Unterschiede zwischen der slowenischen Hochsprache und deren Kärntner Ausprägung wesentlich geringer als behauptet seien. Hunter, die Slowenisch, nicht aber Deutsch spricht, konnte sich mit slowenischsprachigen Bewohnern des Kärntner Gailtales problemlos unterhalten.
Die im Kapitel „Abstammung“ angeführten anthropologischen Beweise (u. a. Körperbau, Kopfform) entsprechen nicht mehr dem aktuellen Stand der Wissenschaft; diese Methoden haben durch die Entwicklungen auf dem Gebiet der Genetik weitgehend an Bedeutung verloren. Allerdings bedarf die Vermutung, dass es in einem multikulturellen Umfeld häufig zu Mischehen kam, wohl nicht unbedingt einer wissenschaftlichen Beweisführung.
Im Übrigen gibt die Argumentationskette selbst kaum Anlass zu Kontroversen, die Schlussfolgerung hingegen wird vor allem von Angehörigen der slowenischen Volksgruppe in Kärnten als beleidigend empfunden. Der Begriff „windisch“ ist im öffentlichen Sprachgebrauch Kärntens tabuisiert.

## Mythen rund um die „Windischentheorie“
Um die „Windischentheorie“ ranken sich auch einige Mythen. So wird behauptet, Wutte hätte die Kärntner Slowenen als Abkömmlinge der Lausitzer Wenden bezeichnet. Ebenso unhaltbar ist die verbreitete Meinung, Wutte hätte die Kärntner Slowenen in zwei Ethnien gespalten. Darauf gibt es im Text keinen Hinweis, die Unterscheidung erfolgt vielmehr nach politischen Kriterien, insbesondere nach der Assimilationsbereitschaft.

## Kärntner Slowenen und Windische heute
Die Mehrheit der slowenischsprachigen Kärntner bezeichnet sich heute als „Kärntner Slowenen“. Sie verstehen den Begriff „Windische“ pejorativ und als Versuch, die slowenische Bevölkerungsgruppe zu spalten und zu schwächen. Eine kleinere Gruppe bezeichnet sich als „Windisch“ und trägt diese Bezeichnung mit Selbstbewusstsein.